# Kościół Wniebowzięcia Najświętszej Maryi Panny w Kościerzycach
Kościół Wniebowzięcia Najświętszej Maryi Panny w Kościerzycach – rzymskokatolicki kościół filialny. Świątynia należy do parafii Najświętszego Imienia Maryi w Czepielowicach w dekanacie Brzeg północ, archidiecezji wrocławskiej.
2 marca 1964 roku kościół został wpisany pod numerem 707/64 do rejestru zabytków nieruchomych województwa opolskiego.
Świątynia leży na Szlaku Polichromii Brzeskich (Szlak Polichromii Brzeskich to największe skupisko tego typu malowideł w Polsce. Zdobią one ściany, stropy i sklepienia kościołów w 18 miejscowościach położonych w okolicach Brzegu).

## Historia kościoła
Kościół w Kościerzycach zbudowany został na przełomie XIV i XV wieku. Przebudowany został w XVI wieku. Pierwotnie nosił wezwanie św. Jerzego. Od 1535 do 1945 roku, z przerwą w latach 1701–1709, był kościołem protestanckim. Po II wojnie światowej został przekazany katolikom. Obecnie jest świątynią filialną parafii w Czepielowicach.

## Architektura i wnętrze kościoła
Jest to świątynia murowana z cegły na kamiennym podmurowaniu z prostokątnym, zamkniętym ścianą prostą prezbiterium, do którego przylega czworoboczna wieża oraz zakrystia. Nawa kościoła jest szersza i wyższa od prezbiterium. Do niej dobudowane zostały prostokątne kruchty. Elewacja kościoła jest oskarpowana i nakryta dachem dwuspadowym z częścią dachową przechodzącą nad zakrystię. Wieża jest pięciokondygnacyjna, o murowanych dwóch dolnych kondygnacjach, a pozostałych w konstrukcji szkieletowej, wykonanych na przełomie XVII i XVIII wieku. Wieżę pokrywa dach namiotowy z lukarnami. Nawa i prezbiterium nakryte są sufitami z sieciową dekoracją stiukową imitującą żebrowanie, która została wykonana prawdopodobnie w XVI wieku. Na trzech ścianach nawy znajdują się drewniane empory wsparte na kolumnach. W tej części kościoła znajduje się barokowy prospekt organowy. Przy łuku tęczy, znajduje się przyścienna ambona, pochodząca z około 1700 roku, dekorowana figurami Ewangelistów oraz obrazem Chrystusa Błogosławiącego. Ponadto w kościele zachowały się:
- barokowy ołtarz główny z XVIII wieku,
- drewniana chrzcielnica z XIII wieku,
- stalle,
- ławy kościelne,
- kolisty witrażyk przedstawiający Matkę Boską z Dzieciątkiem z XVI wieku[3].